# Christian Blunck

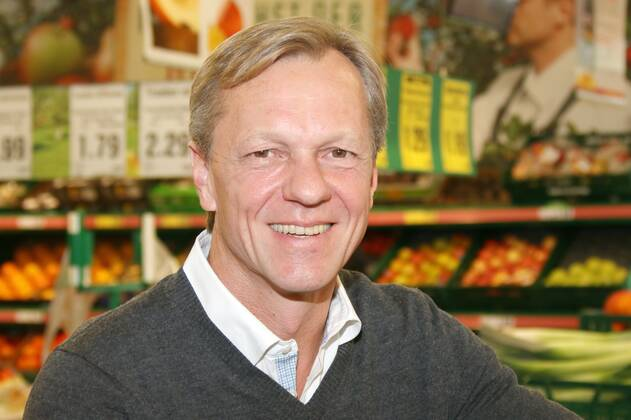
Christian Blunck, 2022

Christian „Büdi“ Blunck (* 28. Juni 1968 in Hamburg) ist ein ehemaliger deutscher Hockey-Nationalspieler (1989–1998) und jetziger Sportreporter.

## Biografie
Christian Blunck wurde als Sohn der Hockey-Trainerin und ehemaligen Nationalspielerin Greta Blunck (* 12. Februar 1938) geboren. Sein Vater starb früh. Christian Blunck spielte seit 1974 Hockey und betrieb auch Tennis. Sein Spitzname „Büdi“ stammt von seiner Schwester, die die Bezeichnung „Brüderchen“ zu „Brüdi“ verknappte, woraus „Büdi“ wurde.
Als Spieler und Kapitän des Harvestehuder Tennis und Hockey Clubs (HTHC) gewann er fünfmal die Deutsche Meisterschaft, Ende September 1989 bestritt er sein erstes Länderspiel für die bundesdeutsche Hockey-Nationalmannschaft. 1991 wurde er in Paris Europameister und gewann mit der Auswahl bei den Olympischen Sommerspielen 1992 in Barcelona die Goldmedaille. Dort wurde er auch zum besten Spieler des Turniers gewählt sowie 1996 zu Deutschlands Hockeysportler des Jahres. Mit der Nationalmannschaft gewann er dreimal die Champions Trophy. 1992/93 spielte Blunck in den Wintermonaten für die Perth Thundersticks in Australien und gewann mit der Mannschaft den Meistertitel, anschließend kehrte er zum HTHC zurück.
Blunck erlitt während seiner Leistungssportlaufbahn Kreuzbandrisse in beiden Knien. 1998 beendete er seine Hockeykarriere, nachdem er 196 Mal für die deutsche Herren-Nationalmannschaft gespielt und dabei 59 Tore erzielt hatte. Der damalige Bundestrainer Paul Lissek sagte anlässlich Bluncks Abschied, dieser habe für Kampfgeist gestanden, habe alles für seinen Sport getan, sei ein Vorbild für die Jugend und habe seine Spuren hinterlassen.
1991 gründete Blunck, ein gelernter Bankkaufmann, mit seinem damaligen HTHC-Mannschaftskameraden, dem Nationaltorwart Andreas „Arntzi“ Arntzen, in Hamburg-Winterhude die BHP GmbH (Büdis Hockey Pool), und betrieb Sportgeschäfte. Im Jahr 2000 stieg er aus der Firma aus.
Seit 1995 betätigt sich Blunck als Kolumnist bei der Hamburger Morgenpost, bei Bild Hamburg sowie als Co-Kommentator beim Deutschen Sportfernsehen (DSF) und bei Eurosport. Vom Sommer 2006 bis zum Sommer 2007 kommentierte Blunck beim Bezahlsender Arena, der die Bundesliga-Rechte im Sommer 2007 an Premiere übertrug. Auch beim Sportsender Sportdigital.tv ist Blunck häufig tätig. So kommentierte er beispielsweise die Hockey-WM 2010 in Neu-Delhi und auch die Begegnung zwischen USA gegen Russland beim Tennis Federation Cup in Birmingham (USA). Des Weiteren kommentiert Blunck bei Eurosport aus dem Studio Hamburg Spiele im Feldhockey und ist ebenfalls bei Hockey-Übertragungen für die ARD im Einsatz.
Er war von Sommer 2009 bis Sommer 2011 Trainer der Herren des Harvestehuder THC in der Bundesliga. Die Feldsaison 2011/12 und die Hallensaison 2011/12 leitete Blunck zusammen mit Christoph Bechmann, welcher im Sommer 2012 die alleinige Leitung übernahm. Ab Sommer 2012 war Christian Blunck Co-Trainer der HTHC-Damen.
Im Juni 2000 übernahm Blunck zusammen mit dem gelernten Bäcker und Konditor Michael Bischoff, dem Ehemann der Nachrichtensprecherin und NDR-Moderatorin Eva Herman, als Pächter das Strandhotel in Hamburg-Blankenese. Die beiden Freunde überwarfen sich 2004. Danach teilte sich Blunck die Geschäftsführung mit Dietmar Müller-Dunkmann (bis 2003 Eventmanager des Handball-Bundesligisten HSV Hamburg). Der Pachtvertrag für das Hotel lief 2008 aus und wurde nicht verlängert.
Blunck ist Mitglied bei „Emadeus“, dem Club für ehemalige Spitzenathleten in der Stiftung Deutsche Sporthilfe.
Von Januar 2007 bis Juli 2009 war Blunck 1. Vorsitzender des Harvestehuder THC. Ab 1992 war er in erster Ehe verheiratet. 2011 heiratete er Jenny Falckenberg. 2012 bewarb sich Blunck um einen Platz im Vorstand des Hamburger SV, wurde aber nicht in das Führungsgremium gewählt. Im Sommer 2019 trat er das Traineramt bei den Damen des Harvestehuder THC an, das er im Oktober 2021 aus beruflichen Gründen wieder abgab.